# Cattedrale di Acerra
La cattedrale di Santa Maria Assunta è il principale luogo di culto cattolico di Acerra, in città metropolitana di Napoli e sede vescovile della diocesi di Acerra.

## Storia
Una primitiva chiesa cattedrale, costruita probabilmente sui resti di un antico tempio romano dedicato a Ercole, esisteva già ad Acerra ed era già cattedrale nel 1058, poiché in essa fu creato cardinale dallo stesso papa Niccolò II il conte dei Marsi, Oderisio.
La chiesa, che in origine aveva dodici cappelle, conosce poi ricostruzioni e rimaneggiamenti in stile gotico ed in queste forme è conosciuta e descritta nel corso del Settecento. Nel 1789 l'edificio subisce dei crolli importanti che portano le autorità ecclesiastiche a demolire l'antica struttura gotica per costruirne una ex novo. I lavori iniziano nel 1791, proseguono lenti a causa della mancanza di fondi e di un progetto chiaro e preciso, e si concludono nel 1843. La cattedrale, però, non è sicura, ormai ridotta a due sole cappelle viene ancora una volta abbattuta e ricostruita nelle forme attuali nel 1874 per volere del vescovo Taddeo Garzilli che, prima di morire nel 1848, aveva approvato il progetto definitivo e avviato i lavori.
Alla metà del XX secolo si fanno ulteriori interventi, viene restaurata ancora una volta per il Giubileo del 2000 con spostamento della balaustra marmorea che separava il presbiterio dalla navata.
Dal 24 marzo 2010 nella cattedrale di Acerra riposa il corpo di Rossella Petrellese, una giovane secolare dichiarata serva di Dio dalla Chiesa cattolica.
Dopo un lungo periodo (quasi due anni) di restauri, modifiche strutturali e adeguamenti liturgici, il 19 ottobre 2013, la cattedrale di Acerra è stata inaugurata e restituita al culto durante una solenne celebrazione eucaristica presieduta dal cardinale arcivescovo dell'arcidiocesi di Napoli Crescenzio Sepe.

## Descrizione

facciata cattedrale inizi '900

Interno della cattedrale a fine del XIX sec. (circa)

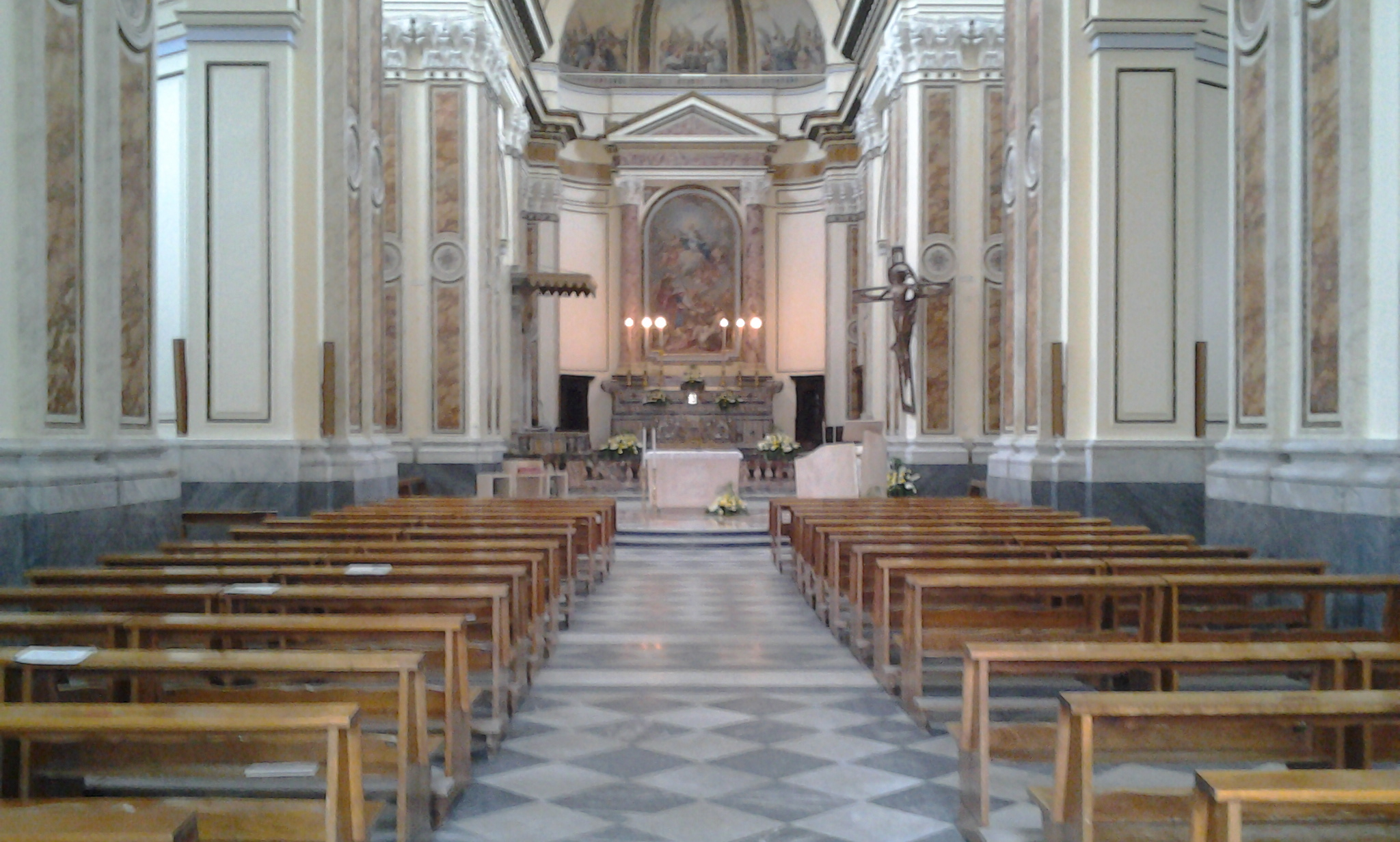
Interno della cattedrale dopo i restauri terminati nel 2013

La facciata, opera di Michele Manlio da Bitonto, è di stile neoclassico con otto grandi colonne con capitelli ionici, che poggiano su un ampio atrio pavimentato in basalto e pietra calcarea, creando una sorta di scacchiera.
All'interno, la chiesa si presenta con pianta a croce latina con tre navate suddivise da pilastri con grande cupola: nella navata sinistra, dopo il Crocifisso ligneo molto venerato al primo pilastro, la prima cappella conserva una tela che rappresenta San Rocco. Nella seconda cappella è collocato un quadro di Giovanni Bernardo Azzolino raffigurante Cristo e la Vergine che accolgono un'anima in cielo del XVII secolo, e, appoggiata sull'altare c'è una lapide marmorea, ormai in pezzi, del 1583. Dopo il secondo pilastro con monumento funebre che contiene il corpo del vescovo Taddeo Garzilli, deceduto nel 1848, nella terza cappella c'è un quadro che raffigura il velo della Veronica.
Sulla destra della navata centrale è possibile ammirare una tela di Jusepe de Ribera, detto lo Spagnoletto, che ha per soggetto S. Girolamo nel deserto, con l'angelo annunciatore. Quadro di grande rilievo intensità pittorica e di fama internazionale, il cui originale è esposto al museo di Capodimonte. Il quadro è catalogato dalla Soprintendenza come copia autentica di bottega, dopo attento e minuzioso restauro effettuato nel 2013, il quadro è ritornato al suo antico splendore.
Il soffitto della navata centrale è decorato a lacunari.
Il transetto si presenta coperto con una volta a botte e presenta sull'altare a sinistra una tela dei primi del Settecento che raffigura una Deposizione. Successivamente c'è la porta della Sagrestia che, all'interno, coperta con una volta a padiglione, ha le pareti decorate con stucchi che creano un motivo di lesene e riquadri: inoltre, sulla porta è presente una tela centinata dell'Assunta e, nella parete, vi è esposta un'iscrizione funeraria risalente alla fine del XV secolo. Il suo ingresso è preceduto da un'acquasantiera risalente alla chiesa gotica, in cui è raffigurata in bassorilievo una Madonna in gloria e fedeli.
Dopo il transetto, è presente il presbiterio: alla sua sinistra è collocato il trono episcopale marmoreo nel quale si vedono frammenti dell'epoca rinascimentale e dietro c'è un grande coro in noce del XIX secolo. Sulla parete di fondo, dietro l'altare maggiore, vi è un dipinto raffigurante la Madonna dell'Assunta del 1798, opera di Giacinto Diano.
Sull'altare a destra, dopo la cappella del SS. Sacramento che ha all'ingresso un altorilievo risalente ai primi del Cinquecento, vi è una tela che rappresenta il martirio di San Conone, opera di E. Fiore del 1877 con reliquia del Santo.
Nella prima cappella della navata destra, vi è un dipinto raffigurante San Nicola e, sotto il quadro, è posta la tomba in marmo della serva di Dio Rossella Petrellese.